# 영국 군주
영국의 군주제 또는 연합왕국의 군주제(영어: monarchy of the United Kingdom)는 일반적으로 브리튼 군주제(영어: British monarchy)라고 하며, 영국이 사용하는 정부 형태로, 세습 군주가 국가 원수로 군림하며, 그들의 권한은 영국 헌법에 의해 규제된다. 이 용어는 영국의 더 광범위한 정치 구조 내에서 왕실의 역할을 지칭하기도 한다.
영국 군주(영어: monarch of the United Kingdom)는 영국의 국가원수이다. 호칭은 왕(남성의 경우 King, 여성의 경우 Queen)이다. 총리를 임명하거나 의회를 개회하는 등 그 권위도 크다. 현재 영국의 군주는 2022년 9월 8일 이후로 현재까지 재임중인 찰스 3세이다. 역사적으로 호국경을 지낸 올리버 크롬웰 정도를 제외하면 영국은 항상 국왕이 지도자였다.
영국의 군주를 일정 횟수 이상 알현하면 로열 빅토리아 훈장이 수여된다.

## 지위

### 영국의 군주
불문 헌법인 영국의 헌법에 따르면 군주는 영국의 국가원수이다. 공무원들과 귀화자들은 국왕과 그의 후계자들에게 충성 선서를 한다. 영국의 국가는 《신이여 폐하를 지켜주소서》이다. 또한 군주의 얼굴은 우표와 지폐에 들어간다.
영국의 군주는 직접 영국 정부 안에 극히 일부분의 왕권을 수행하며, 정치에도 관여한다. 주권의 행사권은 법률이나 법적 행동으로 통해 군주에서 대신들이나 군주의 사적인 공공기관에 위탁한다. 그러므로 국왕의 친임(영어: Crown Appointments)과 같이 국왕이라는 단독법인의 이름으로 대신들을 임명하는 행위에도 불구하고 군주는 개회식의 개원연설을 통해서 개인적으로 임명하는 경우도 있다. 즉, 대변인 역할을 일부 수행한다.

### 영연방의 수장
1867년에 캐나다가 자치령으로 승격된 이래 오스트레일리아, 뉴질랜드 등이 자치령이 되어 영국 국왕에 충성한다는 공동의 취지하에 영연방이 탄생했다. 1950년에 영연방 총회는 성명을 발표하고 '영국 국왕은 영연방의 수장(首長)이며 자유로운 결합의 상징'이라 하였다. 이리하여 영국 국왕에 대한 충성의 서약은 사실상 필요 없게 되었다.
현재 찰스 3세는 영연방 가입국 중 영국을 포함한 15개국에서 군주로 군림하고 있다. 다음은 영연방 회원국 중에서 영국의 군주를 국가원수로 하는 나라들의 목록이다.
- 그레나다
- 뉴질랜드
- 바하마
- 벨리즈
- 세인트루시아
- 세인트빈센트 그레나딘
- 세인트키츠 네비스
- 솔로몬 제도
- 앤티가 바부다
- 영국
- 오스트레일리아
- 자메이카
- 캐나다
- 투발루
- 파푸아뉴기니

### 잉글랜드 성공회의 최고 치리자
영국의 군주는 신앙의 옹호자라고도 불리는 잉글랜드 성공회의 최고 치리자를 맡고 있다. 여기서 한 가지 오해하지 말아야 할 게 있는데, 영국의 국왕은 잉글랜드 성공회 이외의 세계 성공회 공동체 자치 관구 교회들과는 관련이 없다. 단지 잉글랜드의 국교인 잉글랜드 성공회에서만 상징적 지도자로서의 의미가 있을 뿐이다.
헨리 8세가 종교개혁을 단행하여 6세기 이래 로마 가톨릭의 지배를 받던 잉글랜드 교회를 잉글랜드 성공회로 독립시키고, 1534년 수장령(首長令)으로 '잉글랜드 국교회의 유일한 지상 수장'이 왕임을 선포한다. 이에 따라 로마 교황 대신 영국 국왕이 잉글랜드 성공회의 수장을 맡게되어 지금까지 내려오고 있다.

## 역대 영국의 군주
1901년 이후에 즉위한 영국의 군주들은 다음과 같다.
| 이름 | 사진 | 재임기간                           | 탄생                                                                    | 죽음                                        | 배우자 | 계승권리                            | 참고  |
| --- | ---- | ---------------------------------- | ----------------------------------------------------------------------- | ------------------------------------------- | --- | ----------------------------------- | ----- |
| 작센코부르크고타 왕가 (House of Saxe-Coburg and Gotha) (1901년 1월 22일 ~ 1917년 7월 17일) 빅토리아 여왕이 앨버트와 결혼하면서 왕가의 이름이 바뀌었다. |      |                                    |                                                                         |                                             | |                                     |       |
| 에드워드 7세 Edward VII 앨버트 에드워드 |      | 1901년 1월 22일 ~ 1910년 5월 6일   | 1841년 11월 9일 버킹엄 궁전 빅토리아와 작센코부르크고타의 앨버트의 아들 | 1910년 5월 6일 버킹엄 궁전 향년 68세        | 덴마크의 알렉산드라 세인트 조지 성당 1863년 3월 10일 3남 3녀                                                            | 빅토리아의 아들                     | [ 5 ] |
| 윈저 왕가 (House of Windsor) (1917년 7월 17일 ~ 현재) 제1차 세계 대전으로 반독일 감정이 커지자 1917년 왕가의 이름을 윈저로 바꾸었다.                   |      |                                    |                                                                         |                                             | |                                     |       |
| 조지 5세 George V 조지 프레더릭 어니스트 앨버트 |      | 1910년 5월 6일 ~ 1936년 1월 20일   | 1865년 6월 3일 말보로 하우스 에드워드 7세와 덴마크의 알렉산드라의 아들  | 1936년 1월 20일 샌드링햄 하우스 향년 70세   | 테크의 메리 세인트 제임스 궁전 1893년 7월 6일 5남 1녀                                                                   | 에드워드 7세의 차남                 | [ 6 ] |
| 에드워드 8세 Edward VIII 에드워드 앨버트 크리스천 조지 앤드루 패트릭 데이비드                                                                          |      | 1936년 1월 20일 ~ 1936년 12월 11일 | 1894년 6월 23일 화이트 로지 조지 5세와 테크의 메리의 아들               | 1972년 5월 28일 프랑스 뇌이쉬르센 향년 77세 | 월리스 워필드 심슨 프랑스 캉데 성 1937년 6월 3일 자식 없음                                                              | 조지 5세의 장남                     | [ 7 ] |
| 조지 6세 George VI 앨버트 프레데릭 아서 조지 |      | 1936년 12월 11일 ~ 1952년 2월 6일  | 1895년 12월 14일 샌드링햄 하우스 조지 5세와 테크의 메리의 아들          | 1952년 2월 6일 샌드링햄 하우스 향년 56세    | 엘리자베스 보우스라이언 웨스트민스터 사원 1923년 4월 26일 2녀                                                           | 조지 5세의 차남 에드워드 8세의 양위 | [ 8 ] |
| 엘리자베스 2세 Elizabeth II 엘리자베스 알렉산드라 메리                                                                                                 |      | 1952년 2월 6일 ~ 2022년 9월 8일    | 1926년 4월 21일 메이페어 조지 6세와 엘리자베스 보우스라이언의 딸        | 2022년 9월 8일 밸모럴성 향년 96세           | 필립 마운트배튼 웨스트민스터 사원 1947년 11월 20일 3남 1녀                                                              | 조지 6세의 장녀                     | [ 9 ] |
| 찰스 3세 Charles III 찰스 필립 아서 조지 |      | 2022년 9월 9일 ~                   | 1948년 11월 14일 버킹엄 궁전 엘리자베스 2세와 필립 마운트배튼의 아들    |                                             | (1) 다이애나 스펜서 세인트 폴 대성당 1981년 7월 29일 2남 (2) 카밀라 파커 볼스 세인트 조지 성당 2005년 4월 9일 자식 없음 | 엘리자베스 2세의 장남               |       |

## 왕위 계승
왕위 계승 조건은 다음과 같다.
- 2015년까지는 형제자매 가운데서 여자보다 남자가 우선권을 가졌으나, 그 이후에 태어난 경우 무조건 먼저 태어날수록 순위가 높다.
- 여자 직계가 남자 방계보다 우선권을 가진다.

이러한 조건에 따라, 현재 왕위 계승 서열 1위는 웨일스 공 윌리엄이다.

## 같이 보기
- 영국의 군주 목록
- 영국의 왕위 계승 순위
- 영국의 황제

## 주해
1. ↑  영어로 Monarch라고 부르며 Sovereign 또는 His/Her Majesty 또는 약자로 H.M.라고도 불린다.